# Bassus crassicornis
Bassus crassicornis är en stekelart som beskrevs av Muesebeck 1927. Bassus crassicornis ingår i släktet Bassus och familjen bracksteklar. Inga underarter finns listade.